# 梁彌博 (前)
梁彌博，南北朝時期宕昌國君主之一。485年，彌博於其父梁彌機去世後繼立為君主。
據《資治通鑑》記載，彌博繼位後，受吐谷渾之勢力所逼，逃奔仇池。北魏的仇池鎮將穆亮認為彌機事奉北魏一向周到，對於宕昌的滅亡感到憐憫；因為彌博的兇暴，使部眾對他深惡痛絕；而彌機之兄的兒子梁彌承反而人心依附，因此上奏請求護送彌承回國。北魏孝文帝許之。穆亮擊退吐谷渾軍，扶立彌承。而彌博則不知所終。
《南齊書》則記載：南齊永明三年（485年），南齊封梁彌頡為宕昌王，永明六年（488年），彌頡去世，南齊封梁彌承為宕昌王。故即有綜合《資治通鑑》及《南齊書》之記載，推測彌博係485年間在位的看法。
| 前任： 父梁彌機 | 宕昌王 485年 | 繼任： 梁彌頡 |